# Lökholm och Lånholm
För andra betydelser, se Lökholm eller Lånholm.
Lökholm och Lånholm är en ö i Åland (Finland). Den ligger i Skärgårdshavet och i kommunen Brändö i landskapet Åland, i den sydvästra delen av landet. Ön ligger omkring 72 kilometer nordöst om Mariehamn och omkring 220 kilometer väster om Helsingfors.
Öns area är 33,4 hektar och dess största längd är 1 kilometer i nord-sydlig riktning.